# 王鵬飛 (公安)
王鹏飞（20世纪—），原辽宁省铁岭县公安局局长，铁岭市、盘锦市公安局副局长，重庆市公安局技侦总队三支队队长、总队长，渝北区副区长兼公安分局局长。

## 生平
1989年毕业于中国刑事警察学院。2010年调任至重庆市公安局。
王立军事件后，因被认定在海伍德死亡案中犯有徇私枉法罪，被判处有期徒刑5年。
王鹏飞曾私自暗中留下了海伍德中毒的血樣，秘密隐藏，后来成为破获案件真情的关键证据。

## 社会关系
在重庆任职期间的上司
- 薄熙来（十七届中央政治局委员兼重庆市委书记）
- 黄奇帆（重庆市委副书记，市长）
- 刘光磊（重庆市委常委兼政法委书记，在王立军之前任重庆市公安局局长）
- 王立军(重庆市原副市长公安局局长)
- 郭维国（重庆市公安局原副局长）

在重庆任职期间的同事
- 李阳（重庆市公安局刑警总队原总队长）
- 王智（重庆市公安局沙坪坝区公安分局原常务副局长）